# Pic de l’Étang Fourcat
Pic de l’Étang Fourcat – szczyt górski w Pirenejach Wschodnich. Administracyjnie położony jest we Francji, w departamencie Ariège, około 100 m od granicy z Andorą. Wznosi się na wysokość 2859 m n.p.m.
Na zachód od Pic de l’Étang Fourcat usytuowany jest szczyt Pic de Tristagne (2878 m n.p.m.), na południe Punta de Peiraguils (2702 m n.p.m.), natomiast na północy położony jest Pic de Malcaras (2865 m n.p.m.). Wokół Pic de l’Étang Fourcat znajdują się liczne jeziora: na południe Étang de Caraussans, na południowy wschód Estany de Més Amunt, na północny wschód Étang Fourcat, natomiast nieco dalej na północnym zachodzie usytuowane jest jezioro sztuczne Étang de Soulcem.